# جنايوس نيفيوس

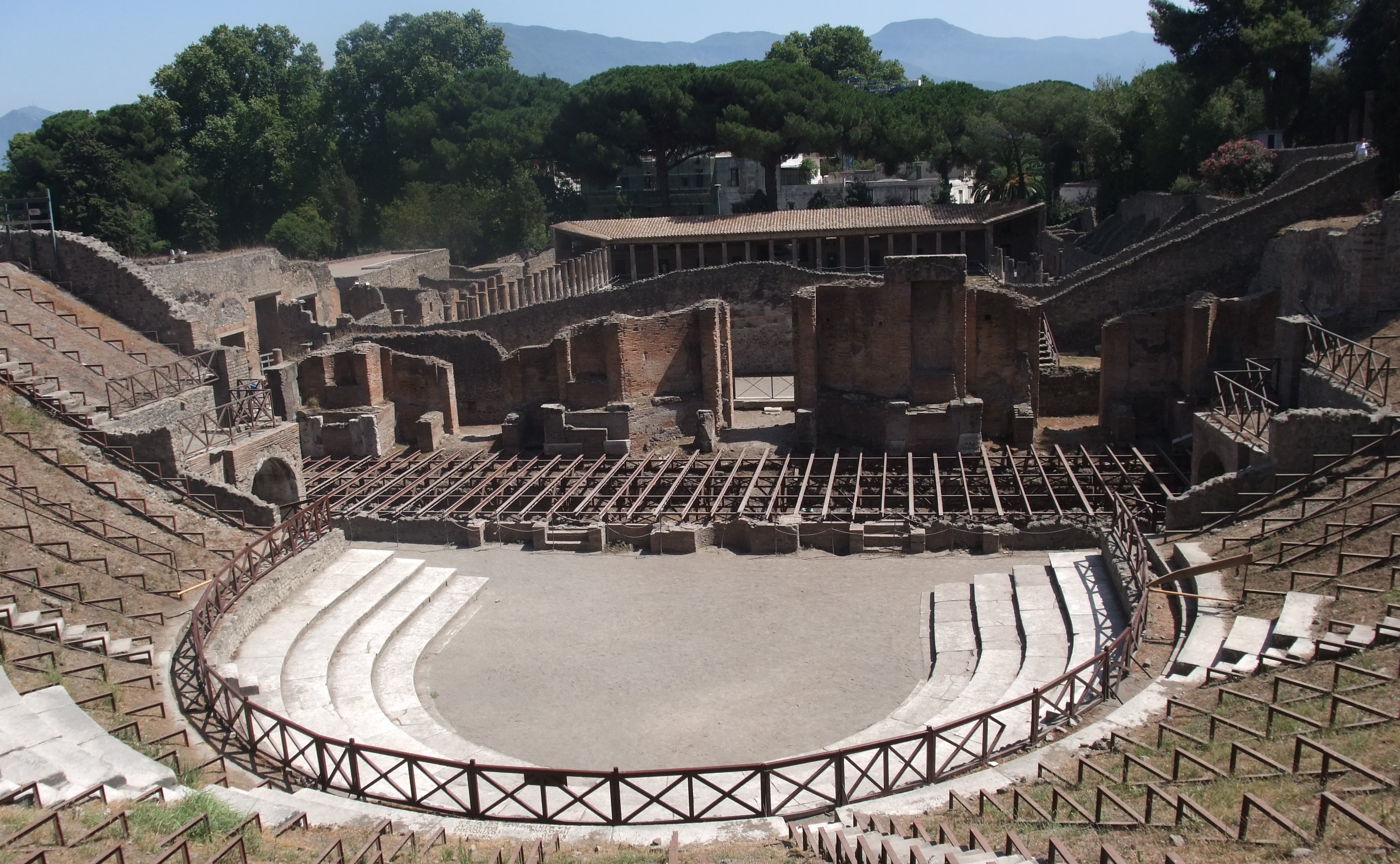
المسرح في بومبي

جنايوس نيفيوس (/ˈniːviəs/ 270  - ج. 201 قبل الميلاد) هو شاعر ملحمي وكاتب مسرحيً روماني عاش في الفترة اللاتينية القديمة . كان لديه مهنة أدبية بارزة في روما حتى أثارت تعليقاته الساخرة التي ألقاها في الكوميديا غضب عائلة ميتيلوس ، وكان أحدهم قنصلًا. بعد إقامته في السجن، تراجع عن أقواله وأطلق سراحه من قبل المحكمين (الذين كانوا يتمتعون بسلطة المنبر ، في جوهرها قوة المثول أمام القضاء ). وبعد جريمة ثانية تم نفيه إلى قرطاج (تونس)، حيث كتب على ضريحه الخاص وانتحر. كانت أعماله الكوميدية من نوع Palliata Comoedia بالياتا كوموديا، وهي مقتبسة من الكوميديا اليونانية الجديدة . كان أيضا جنديًا في الحروب البونيقية ، وكان وطنيًا للغاية، حيث اخترع نوعًا جديدًا يسمى Praetextae Fabulae برايتكستاي فابولاي، وهو امتداد للمأساة لشخصيات أو حوادث وطنية رومانية، سُمي على اسم Toga praetexta توجا برايتكستا الذي يرتديه كبار المسؤولين. من كتاباته لم يتبق سوى أجزاء من عدة قصائد محفوظة في استشهادات النحويين القدماء المتأخرين ( كاريسيوس ، إيليوس دوناتوس ، سيكستوس بومبيوس فيستوس ، أولوس جيليوس ، إيزيدوروس هيسبالينسيس ، ماكروبيوس ، نونيوس مارسيلوس ، بريسيان ، ماركوس تيرينتيوس فارو ).

### طبعات
- م.بارشيسي. نيفيو إيبيكو؛ قصة، تفسير، edizione Critica dei Frammenti del primo epos latino ، بادوفا، 1962
- شظايا (دراما) في لوسيان مولر ، ليفي أندرونيسي وآخرون جي إن. Naevi Fabularum Reliquiae (1885)، و( Bellum Punicum ) في طبعته من Ennius (1884).
- دبليو موريل، Fragmenta Poetarum Latinorum Epicorum et Lyricorum praeter Ennium et Lucilium (لايبزيغ، 1927)
- EH Warmington، بقايا اللاتينية القديمة ، المجلد. الثاني، ليفيوس أندرونيكوس، نيفيوس، باكوفيوس، أكسيوس، 1936.
- نايوس بويتا. مقدمة الببليوغرافية. Testo dei frammenti e commento ، إد. EV مارمورال، فلورنسا، الطبعة الثانية. 1950.
- ألفريد كلوتز، Scaenicorum Romanorum fragmenta ، المجلد. أنا، شظية تراجيكوروم، ميونيخ، 1953.

## ملحوظات
1. 1 2  مذكور في: استنادات المكتبة الوطنية الفرنسية. مُعرِّف المكتبة الوطنية الفرنسية (BnF): 124152123. الوصول: 10 أكتوبر 2015. المُؤَلِّف: المكتبة الوطنية الفرنسية. لغة العمل أو لغة الاسم: الفرنسية.
2. ↑  مذكور في: مكتبة أفضل آداب العالم. تاريخ النشر: 1897.
3. ↑  "FJCL Latin Literature Study Guide" (PDF). Florida Junior Classical League. مؤرشف من الأصل (PDF) في 2023-07-07. اطلع عليه بتاريخ 2014-03-02.